# Joachim-Jungius-Gesellschaft der Wissenschaften
Joachim-Jungius-Gesellschaft der Wissenschaften e. V. war eine Wissenschaftsakademie in Hamburg.
Die nach Joachim Jungius benannte Gesellschaft wurde am 9. Mai 1947 gegründet und im Zuge der Gründung der Akademie der Wissenschaften in Hamburg 2006 aufgelöst. Die Jungius-Gesellschaft hatte dabei Vorschlagsrecht für die Hälfte der Gründungsmitglieder der Akademie. Das Vermögen der Jungius-Gesellschaft wurde bei der Auflösung auf die 2007 gegründete Joachim Jungius-Stiftung der Wissenschaften zu Hamburg übertragen.
Die Gesellschaft hielt unter anderem öffentliche Akademievorlesungen, Symposien bzw. Tagungen sowie sogenannte „Wissenschaftliche Sitzungen“ ihrer Mitglieder und betreute (oft mehrjährige) Arbeitsvorhaben. Vereinzelt vergab sie auch Stipendien und Zuschüsse zu Auslandsaufenthalten.
Auszeichnungen der Gesellschaft waren die Joachim-Jungius-Medaille, die Johann-Albert-Fabricius-Medaille und der Joachim-Jungius-Preis. Auf ihren Vorschlag hin wurden zudem anlässlich ihrer Jahresfeier die Förderpreise der „Hamburgischen Stiftung für Wissenschaften, Entwicklung und Kultur Helmut und Hannelore Greve“ vergeben.